# توم إيلرز
توم إيلرز (بالإنجليزية: Tom Ehlers)‏ هو لاعب كرة قدم أمريكية أمريكي، ولد في 14 يوليو 1952 في ساوث بند في الولايات المتحدة.

## وصلات خارجية
- توم إيلرز على موقع مرجع كرة القدم المحترفة.كوم (الإنجليزية)